# Auguste Rodin
François-Auguste-René Rodin (Parigi, 12 novembre 1840 – Meudon, 17 novembre 1917) è stato uno scultore e pittore francese.
Sebbene Rodin sia universalmente considerato il progenitore della scultura moderna, l'artista decise deliberatamente di non ribellarsi contro lo stile precedente. Fece studi tradizionali, ebbe un approccio al suo lavoro umile e simile a quello di un artigiano e desiderò a lungo il riconoscimento da parte del mondo accademico, nonostante non sia mai stato accettato nelle più importanti scuole d'arte parigine.
Rodin ebbe una capacità unica di plasmare l'argilla creando superfici complesse, vigorose e profonde. Molte delle sue opere più famose alla sua epoca furono diffusamente criticate in quanto si scontravano con la tradizione scultorea figurativa dominante, secondo la quale le opere dovevano essere decorative, stereotipate o strettamente riferibili a tematiche conosciute. La grande originalità del lavoro di Rodin sta nell'essere partito dai temi mitologici e allegorici tradizionali per modellare le figure umane con realismo esaltando il carattere e la fisicità dell'individuo. Rodin fu consapevole delle polemiche che i suoi lavori suscitavano ma rifiutò di cambiare stile. Le opere successive finirono per incontrare maggiormente il favore sia del governo che della comunità artistica.
Partendo dall'innovativo realismo della sua prima grande scultura - ispirata da un viaggio in Italia che fece nel 1875 - fino ai monumenti in stile non convenzionale per i quali ottenne in seguito commissioni, la fama di Rodin crebbe sempre più e finì per diventare il più importante scultore francese della sua epoca. Con l'arrivo del XX secolo era ormai un artista apprezzato in tutto il mondo. Dopo la mostra che allestì all'Esposizione universale del 1900 facoltosi committenti si contesero le sue opere e Rodin frequentò molti artisti e intellettuali di alto profilo. In quello che sarebbe stato l'ultimo anno della vita di entrambi sposò la sua storica compagna Rose Beuret. Dopo la sua morte, sopraggiunta nel 1917, le sue sculture soffrirono un breve declino di popolarità ma in pochi decenni la sua reputazione e la sua eredità artistica tornarono a consolidarsi. Rodin rimane uno dei pochi scultori ampiamente noti e conosciuti anche al di fuori della ristretta cerchia della comunità artistica.

## Biografia

### Gli anni della formazione

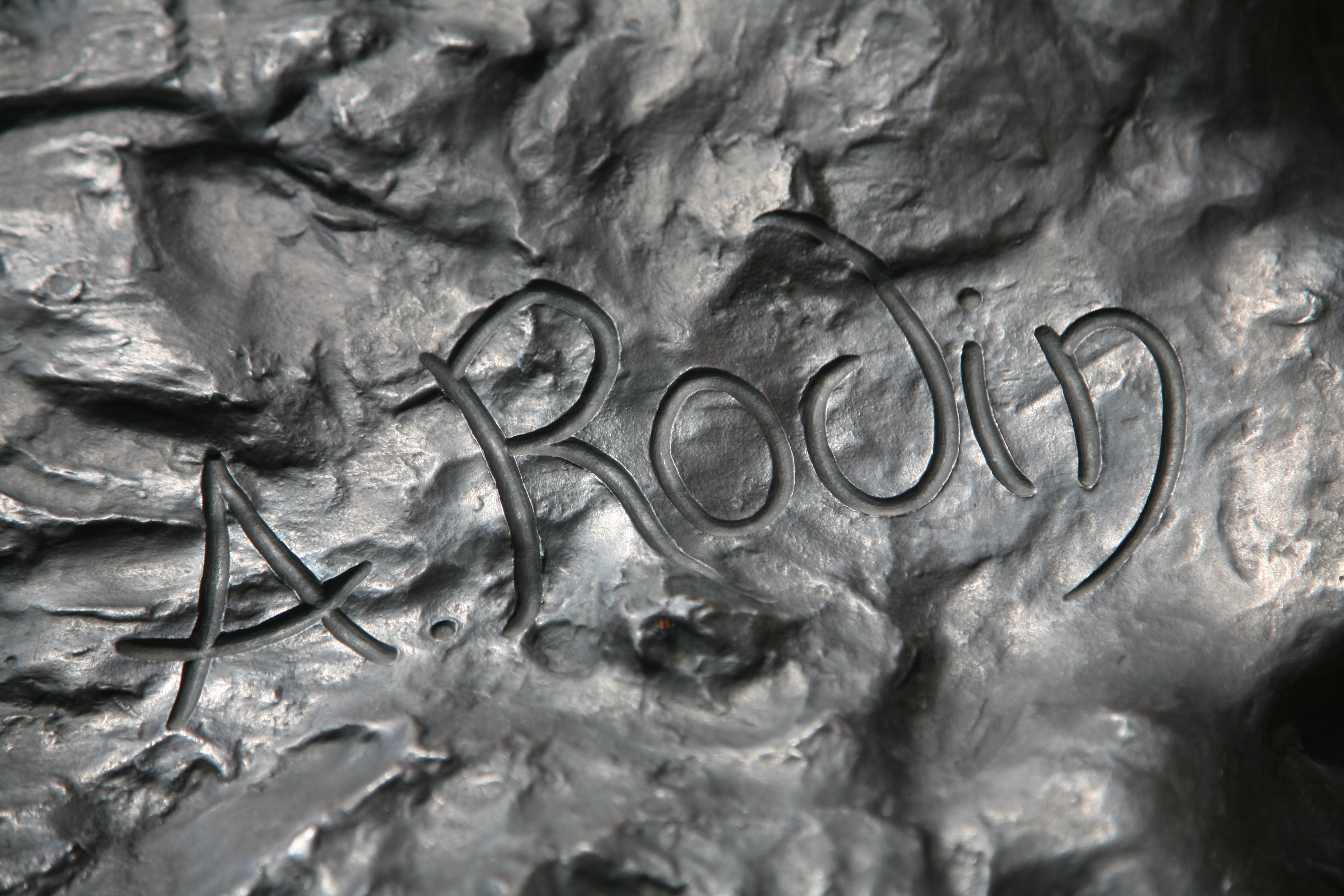
La firma di Rodin su Il pensatore.

Rodin nacque a Parigi, in Rue de l'Arbalète, nº3 il 12 novembre del 1840 in una famiglia della classe lavoratrice parigina, secondo figlio di Marie Cheffer e Jean-Baptiste Rodin, che lavorava come impiegato in un dipartimento di polizia, poi diventato ispettore di polizia. La sua istruzione fu in gran parte quella di un autodidatta, e iniziò a disegnare all'età di dieci anni. Tra i quattordici e i diciassette anni Rodin frequentò la Petite École, una scuola specializzata nelle arti e nella matematica, dove studiò disegno e pittura. Il suo insegnante di disegno, Horace Lecoq de Boisbaudran, si preoccupava soprattutto dello sviluppo della personalità degli studenti e faceva disegnare loro quello che avevano visto con i loro occhi attingendo poi alla memoria. Rodin per la maggior parte della sua vita non perse occasione per manifestare il suo apprezzamento per gli insegnamenti di de Boisbaudran. Fu alla Petite École che incontrò per la prima volta Jules Dalou e Alphonse Legros.
Nel 1857 Rodin presentò una statua d'argilla raffigurante un amico alla École des beaux-arts, tentando di venirvi ammesso; il tentativo non ebbe successo e così anche le due domande di ammissione successive. Dato che i requisiti per l'ammissione alla Grand École non erano particolarmente severi, i rifiuti per Rodin rappresentarono delle brutte sconfitte. La sua incapacità di ottenere l'ammissione potrebbe essere stata dovuta ai gusti neoclassici degli esaminatori mentre Rodin aveva studiato la scultura del XVIII secolo. Nel 1857, dopo aver lasciato la Petite École, Rodin si mise a guadagnarsi da vivere lavorando come artigiano decoratore, lavoro che svolse per la maggior parte dei due decenni successivi, producendo oggetti decorativi e elementi architettonici ornamentali.
La sorella Maria, maggiore di due anni, morì di peritonite in un convento, nel 1862. Rodin ne soffrì molto in quanto si sentiva in colpa per averla presentata a un corteggiatore infedele. Abbandonata l'arte per un breve periodo si unì a un ordine religioso cattolico, la Congregazione del Santissimo Sacramento; San Pierre-Julien Eymard, fondatore e capo della congregazione, riconobbe il talento di Rodin e, resosi conto inoltre che non era in realtà adatto per restare nell'ordine, lo incoraggiò a continuare a dedicarsi alla scultura.
Tornò quindi a lavorare come decoratore, prendendo al contempo lezioni dallo scultore specializzato in figure di animali Antoine-Louis Barye. L'attenzione per i dettagli del maestro - degne di nota le sue muscolature di animali in movimento finemente riprodotte - influenzarono Rodin in modo significativo.
Nel 1864 Rodin iniziò a convivere con una giovane cucitrice, Rose Beuret, con la quale sarebbe rimasto - con alcune interruzioni - per il resto della vita. La coppia mise al mondo un figlio, Auguste-Eugène Beuret (1866–1934). In quell'anno l'artista presentò la sua prima scultura a una mostra ed entrò a far parte dello studio di Albert-Ernest Carrier-Belleuse, un produttore di oggetti d'arte su larga scala di successo. Rodin lavorò come primo assistente di Carrier-Belleuse fino al 1870, progettando decorazioni per soffitti e scalinate e abbellimenti per portoni. Con lo scoppio della guerra franco-prussiana Rodin fu chiamato a prestare servizio nella Guardia nazionale ma la ferma fu breve a causa della sua miopia. A causa della guerra le opportunità di lavoro come decoratore diventarono scarse, ma Rodin dovette comunque provvedere alla sua famiglia; la miseria rappresentò un problema continuo fino a che raggiunse circa i trent'anni. Carrier-Belleuse presto gli chiese di raggiungerlo in Belgio, dove avrebbero potuto lavorare decorando la borsa di Bruxelles.
Rodin pensava di stare in Belgio per pochi mesi, ma finì per restare all'estero sei anni; per la sua vita questo rappresentò un periodo fondamentale. Aveva fino ad allora acquisito grandi abilità ed esperienza come artigiano, ma nessuno aveva ancora potuto vedere la sua arte, confinata nel suo laboratorio dal momento che non poteva sostenere il costo delle fusioni. Nonostante i suoi rapporti con Carrier-Belleuse si fossero deteriorati Rodin a Bruxelles trovò altri lavori riuscendo ad esporre alcune opere; la sua compagna Rose presto lo raggiunse nella città belga. Essendo riuscito a risparmiare abbastanza soldi per permettersi di viaggiare nel 1875 visitò per due mesi l'Italia, dove fu attratto dalle opere di Donatello e Michelangelo che ebbero un profondo effetto sulla sua traiettoria artistica. Disse in seguito "È stato Michelangelo a liberarmi dalla scultura accademica." Tornato in Belgio completò il lavoro su L'età del bronzo, una figura maschile a grandezza naturale il cui realismo attirò l'attenzione su Rodin, ma che gli attirò l'accusa di non aver davvero scolpito ma di aver fatto un calco di un modello vivo.

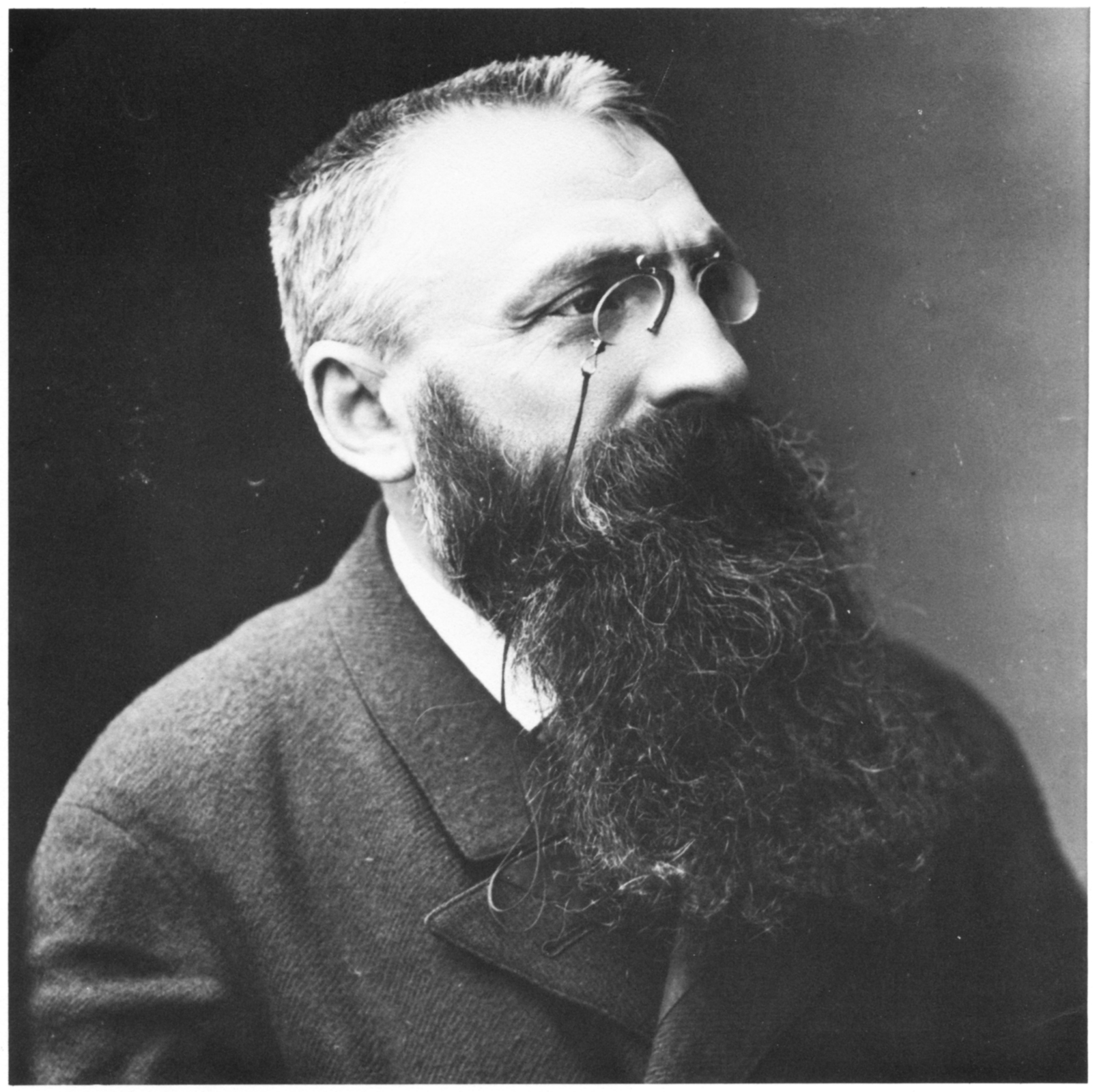
Rodin nel 1893

### L'indipendenza artistica
Rodin e Rose Beuret tornarono a Parigi nel 1877, trasferendosi in un appartamentino sulla Rive gauche, una volta rientrato però Rodin fu bersagliato da disgrazie: sua madre, che avrebbe voluto vedere il figlio sposato, era morta e il padre era ormai vecchio e cieco e affidato alle cure della cognata di Rodin, Zia Thérèse. Anche Auguste, il figlio undicenne e probabilmente affetto da un ritardo nello sviluppo, era affidato alle cure della servizievole Thérèse. Rodin praticamente aveva abbandonato suo figlio per sei anni, e da allora in poi ebbe con lui un rapporto molto limitato. Il padre e il figlio andarono a vivere con la coppia nel loro appartamento e prendersi cura di loro diventò compito di Rose. Le accuse di "falso" riguardo a L'Età del Bronzo continuavano. Rodin a Parigi iniziò a cercare sempre più di frequente altre rassicuranti compagnie femminili e Rose venne messa in disparte.
Rodin si guadagnava da vivere collaborando con scultori più affermati alla realizzazioni di commissioni pubbliche, principalmente monumenti alla memoria e strutture architettoniche neobarocche nello stile di Carpeaux. In concorsi per ottenere commissioni presentò ritratti scultorei di Denis Diderot, Jean-Jacques Rousseau e Lazare Carnot, ma senza successo. Nel tempo libero lavorava a degli studi che l'avrebbero poi portato alla realizzazione della sua successiva opera di rilievo, San Giovanni Battista.
Nel 1880, Carrier-Belleuse - diventato nel frattempo direttore artistico della fabbrica nazionale di porcellana di Sèvres - offrì a Rodin un impiego a tempo parziale come designer. L'offerta voleva essere in parte un gesto di riconciliazione tra i due e Rodin accettò. In quel periodo Rodin apprezzava abbastanza il gusto del XVIII secolo, così lo scultore si dedicò alla progettazione di vasi e soprammobili che contribuirono a far diventare la fabbrica famosa in tutta Europa. La comunità artistica apprezzò questo suo tipo di lavoro e Rodin fu invitato a varie edizioni del Salon di Parigi da amici come lo scrittore Léon Cladel. Nelle sue prime apparizioni a quel tipo di eventi sociali Rodin sembrò piuttosto timido; negli anni successivi invece, quando la sua fama era cresciuta, mise in mostra la loquacità e il temperamento per i quali è più conosciuto. Lo statista francese Léon Gambetta espresse il desiderio di incontrarlo e, quando si videro al Salon lo scultore lo colpì molto favorevolmente. Gambetta ne parlò a diversi ministri, tra i quali il sottosegretario del ministero delle belle arti Edmund Turquet, che infine incontrò a sua volta Rodin.

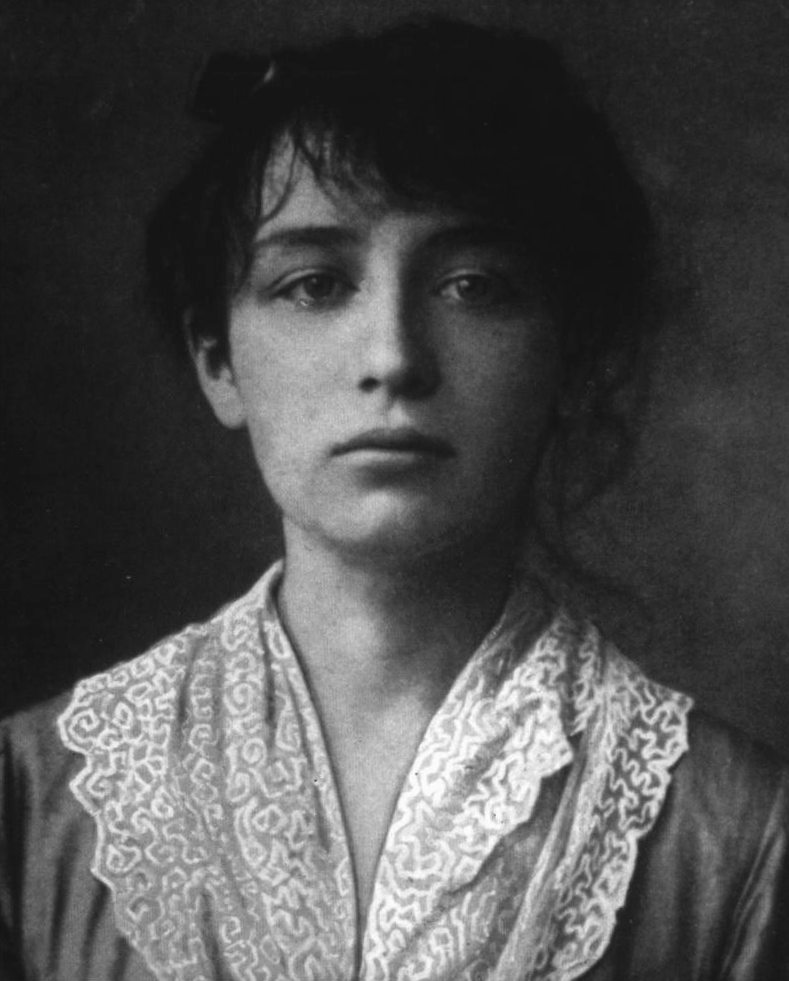
Camille Claudel (1864–1943)

Il contatto con Turquet si rivelò fruttuoso: grazie a lui Rodin nel 1880 vinse una commissione per creare il portale di un museo dedicato alle arti decorative che si intendeva allestire. Rodin dedicò buona parte dei successivi quarant'anni alla sua minuziosa Porta dell'Inferno, che rimase incompiuta perché alla fine il museo non fu mai costruito. Molte delle figure presenti sul portale diventarono delle sculture singole, tra cui le più celebri dell'artista, Il pensatore e Il bacio. Insieme alla commissione per il portale gli fu assegnato gratuitamente uno studio, che gli garantì un nuovo livello di indipendenza artistica. Presto smise di lavorare per la fabbrica di porcellana riuscendo a mantenersi grazie a commissioni da parte di privati.
Nel 1883 Rodin accettò di tenere un corso per conto dello scultore Alfred Boucher che doveva assentarsi; al corso incontrò la diciottenne Camille Claudel. I due intrecciarono una relazione appassionata ma tempestosa, che finì per influenzarli entrambi sotto il profilo artistico. La Claudel fu di ispirazione per Rodin come modella per molte delle sue opere, ma era a sua volta una scultrice di talento, e lo aiutò nella realizzazione delle commissioni.
Nonostante fosse già occupato con la Porta dell'Inferno Rodin vinse altri incarichi pubblici.
Alcune modelle molto vicine all’artista furono della Valle di Comino. A partire dal 1887-88 un'adolescente, Anna Abbruzzese, iniziò a frequentare lo studio di Rodin. La data del suo ingresso nello studio è questa in quanto Rodin la ritrasse in una preziosa edizione di Les Fleurs du Mal di Baudelaire da lui curata. Anna posò inoltre per La nascita di Venere e per le due Cibele. Fino al 1917, anno di morte dell’artista, Abbruzzese e Rodin si frequentarono regolarmente. La sorella Adele iniziò a frequentare lo studio di Rodin pochi anni dopo, anche lei a quindici-sedici anni. Con lei l’artista realizzerà opere d’arte come: La Femme accroupie, Iris, Le Torso d’Adèle, La Cariatide tombée.
Rodin cercò di ottenere la commessa per un monumento a tema storico per la città di Calais, I borghesi di Calais. Nel 1891 fu selezionato per eseguire un monumento in onore dello scrittore Honoré de Balzac. Lo stile di entrambi i gruppi scultorei andava contro i canoni artistici dell'epoca, e provocò l'insoddisfazione degli enti committenti le opere. Tuttavia, Rodin stava iniziando a guadagnare un ampio consenso che avrebbe portato all'affermazione della sua arte.
Nel 1889, il Salon di Parigi invitò Rodin a far parte della giuria artistica. Nonostante la carriera di Rodin fosse in ascesa, Claudel e Beuret erano sempre più intolleranti sulla "doppia vita" condotta dall'artista. Claudel e Rodin dividevano un atelier presso un piccolo antico castello, ma Rodin rifiutò di rinunciare ai suoi legami con Beuret, sua leale compagna durante i tempi duri e madre di suo figlio. Claudel e Rodin si separarono nel 1898. Claudel ebbe un crollo nervoso e dopo la morte del padre, nel 1913, fu mandata, dalla madre, in un ospedale psichiatrico, dove rimase fino alla sua morte nel 1943.

## Opere

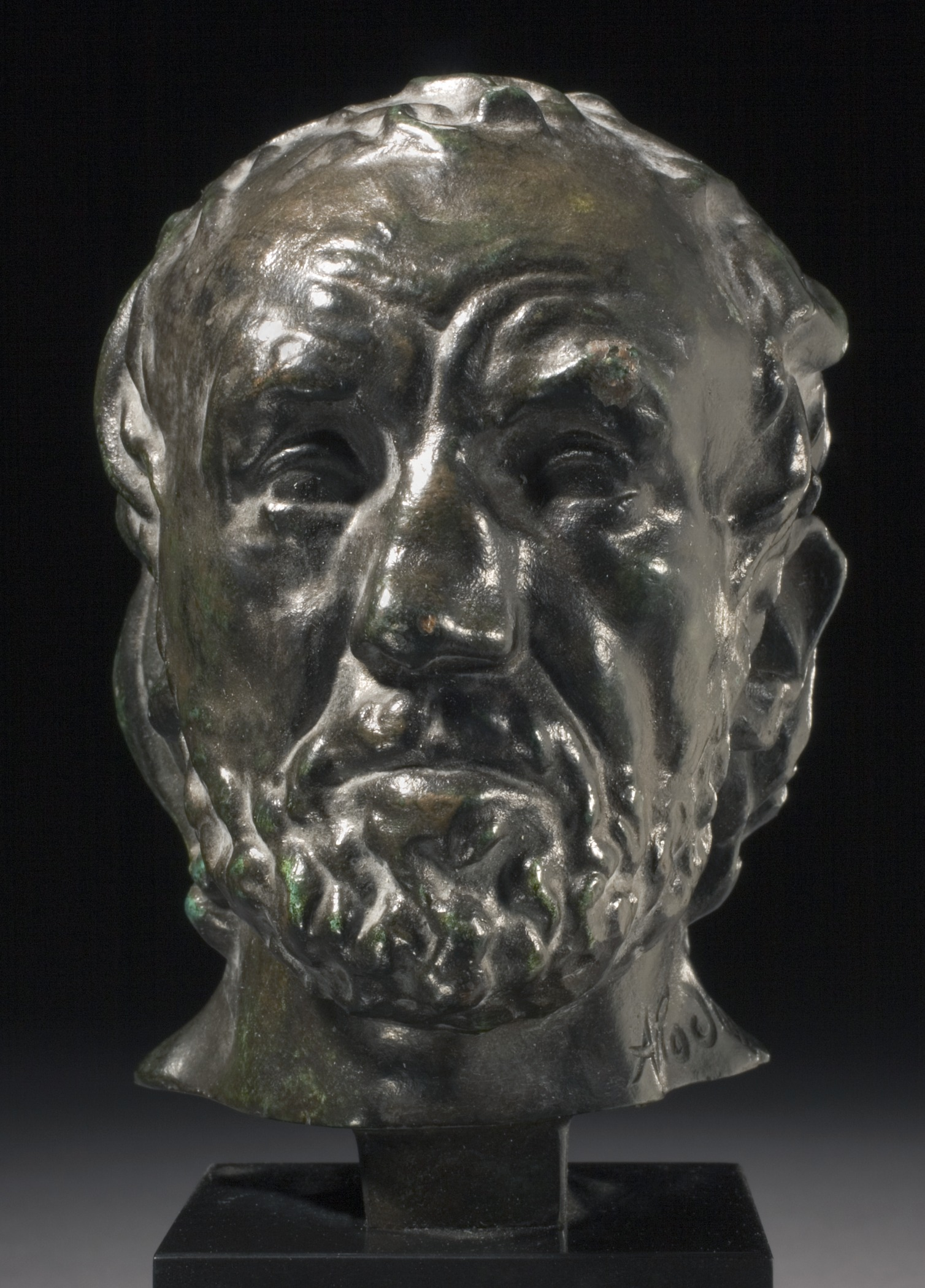
L'uomo dal naso rotto, fusione del 1917.

Nel 1864, Rodin propose, per la prima volta, una sua opera, L'uomo dal naso rotto (L'Homme au nez cassé), al Salon di Parigi. La scultura non era un busto classico ma in realtà una maschera. L'opera enfatizzava lo stato emotivo del soggetto e la sua incompletezza, tratto distintivo di molte delle successive sculture di Rodin. Il Salon de peinture et de sculpture rifiutò l'opera per poi accettarne una versione, riportata allo schema del busto classico, in marmo, nel 1875.

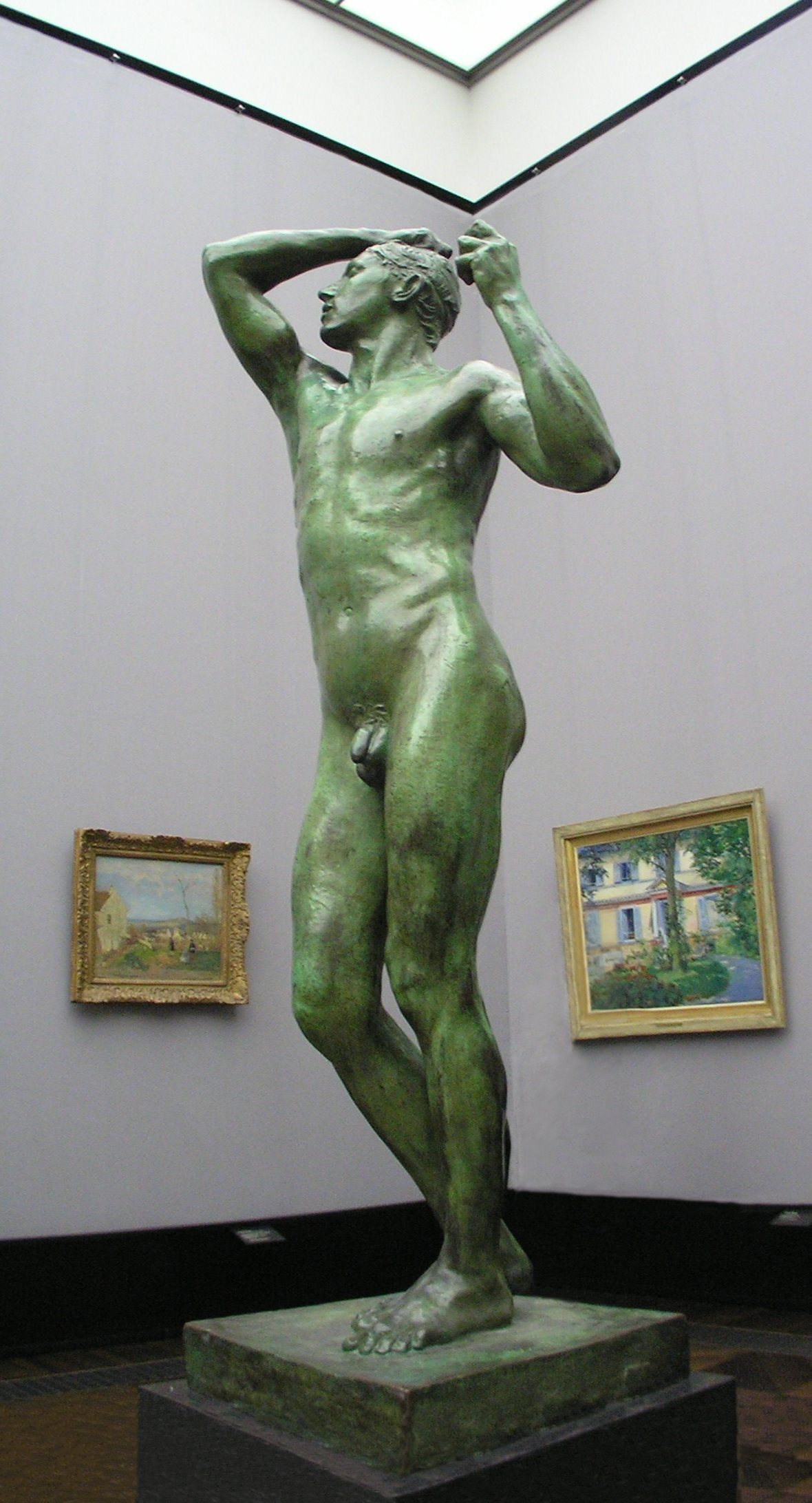
L'età del bronzo (L'Âge d'airain) (1877)

### Prime opere: l'ispirazione italiana
A Bruxelles, Rodin iniziò a creare, nel 1875, la sua prima figura intera, L'Âge d'airain (l'Età del bronzo), a cui continuò a lavorare dopo essere tornato da un viaggio in Italia.
Utilizzando successivamente, come modello, un soldato belga, la figura si ispirava allo Schiavo morente di Michelangelo, che Rodin aveva studiato al Museo del Louvre. Cercando di combinare la maestria della figura umana di Michelangelo con la propria sensibilità alla natura umana, Rodin studiò il suo modello da ogni angolazione, fermo e in movimento; si elevò su una scala per acquisire differenti prospettive del modello, e fece degli studi in argilla di cui valutò le ombre alla luce di una candela. Il risultato fu una figura intera, nuda, a grandezza naturale, con una posa anticonvenzionale, la mano destra sopra la testa, ed il braccio sinistro piegato a reggere una lancia all'altezza del viso.
Nel 1877, l'opera, sotto forma di modello in gesso, fu mostrata a Bruxelles e poi al Salon di Parigi. La mancanza di un tema evidente fu causa di critiche - non avendo un soggetto mitologico o storico - e Rodin stesso non specificò il soggetto dell'opera. Il primo titolo che gli attribuì fu Le Vaincu ("Il vinto"), in questa forma la statua reggeva una lancia con la mano sinistra, poi rimossa. Dopo altri due titoli intermedi, Rodin decise per L'Âge d'airain, traducibile in L'età del bronzo, e come specificò l'autore, "uomo che sorge dalla natura". Successivamente, affermò che la sua era "solo una scultura senza un riferimento ad un soggetto".
La perfetta fattura delle forme delle luci e delle ombre rendono la statua così realistica da innescare l'accusa di surmoulage, ossia di aver fatto un calco del modello vivo. Rodin si difese strenuamente da queste accuse, scrivendo ai giornali e fornendo fotografie del modello per dimostrare quanto differisse dall'opera. Chiese un'inchiesta e fu scagionato da un comitato di scultori. A parte le accuse di calco, l'opera attirò numerose critiche. Ottenne a stento l'approvazione per poterla esporre al Salon di Parigi, e i critici la descrissero come "una statua di un sonnambulo" e la definirono "una stupefacentemente accurata copia di un rappresentante del popolino". Altri critici ammirarono l'opera e difesero l'onestà di Rodin. Il ministro Turquet apprezzò l'opera e L'Âge d'airain fu acquistata dallo stato al prezzo di 2.200 franchi, che era l'ammontare richiesto per poter fare la fusione in bronzo dell'opera.

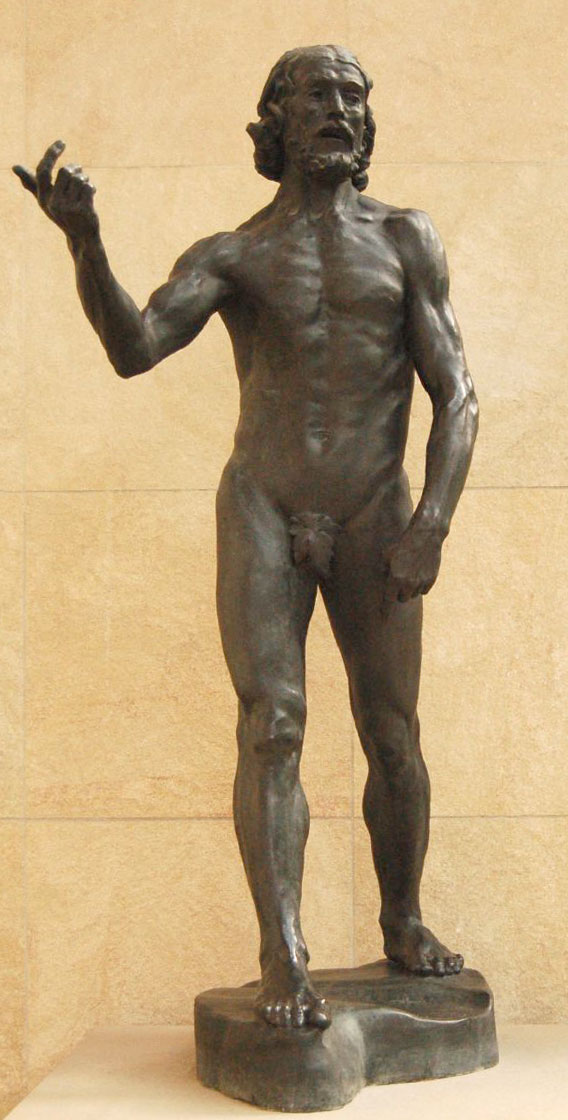
San Giovanni Battista (1878)

Un secondo nudo maschile, il San Giovanni Battista (Saint Jean Baptiste), fu completato nel 1878. Rodin cercò di evitare nuove accuse di surmoulage facendo una statua più grande della figura naturale: Il San Giovanni è alto quasi 2 metri. Mentre l'Età del bronzo ha una posa statica, Il San Giovanni gesticola e sembra muoversi verso l'osservatore. L'apparenza del camminare è ottenuta a discapito del fatto che entrambi i piedi sono fermamente a terra, un notevole risultato non colto dai critici contemporanei. Rodin scelse questa posa contrastata per, con le sue parole, "mostrare simultaneamente … due pose di un soggetto che invece sarebbero una successiva all'altra". nonostante il titolo, il San Giovanni Battista non ha un evidente tema religioso. Il modello, un contadino italiano che si offrì presso lo studio di Rodin, possedeva un irrequieto senso del movimento che colpì Rodin e gli fece pensare a Giovanni Battista predicatore, così introdusse questa associazione nel titolo dell'opera. Nel 1880, sottopose l'opera alla giuria del Salon di Parigi. Nonostante la maggioranza della critica non apprezzasse l'opera, ottenne il terzo posto nella categoria scultura al Salon di Parigi di quell'anno.
Nonostante le iniziali critiche negative al San Giovanni Battista e all'Età del bronzo la fama di Rodin raggiunse nuove vette. Gli studenti d'arte si raccoglievano attorno al suo studio, ammirando i suoi lavori e disprezzando le accuse di surmoulage che gli venivano rivolte.

### La Porte de l'enfer

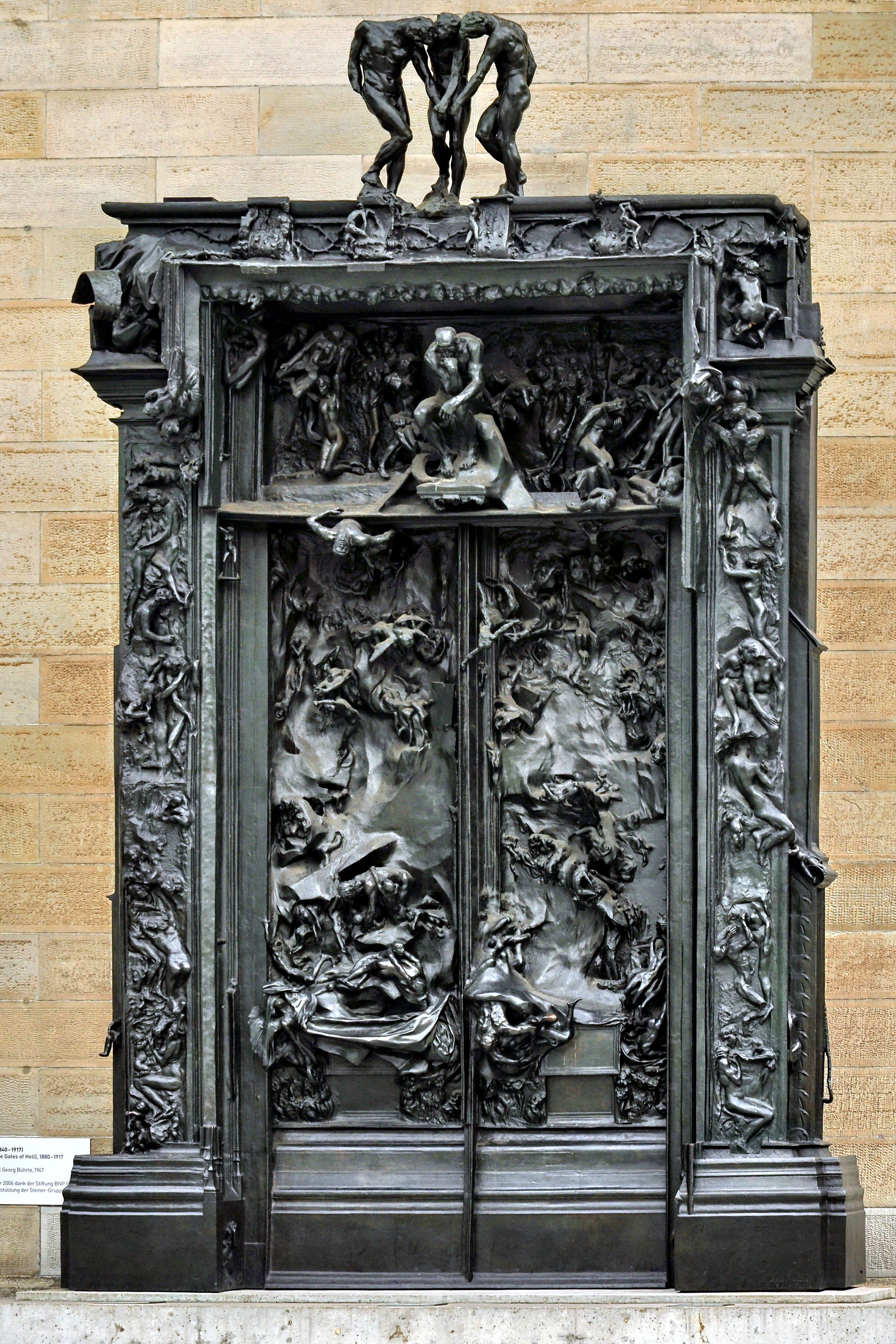
La Porta dell'inferno (incompiuta), Musée Rodin

Rodin ottenne, nel 1880, la commessa per la realizzazione della porta del museo di arti figurative di Parigi che era in fase di progetto. Il museo non venne mai costruito, ma Rodin lavorò per tutta la vita alla La Porta dell'inferno, un gruppo monumentale in alto rilievo ispirato all'Inferno di Dante. In questa opera, come in altre, Rodin dimostra di mancare di una visione ampia delle sue opere, compensata da una dedizione totale al lavoro e alla ricerca della perfezione. Concepì la Porta dell'inferno con ancora in mente le accuse di surmoulage: "…ho fatto il San Giovanni per confutare [le accuse di fare un calco da modello], ma ho avuto solo un successo parziale. Per provare completamente che sono in grado di ispirami alla natura come tutti gli altri scultori, sono determinato…a fare le figure sulla porta più piccole della dimensione naturale." le leggi della composizione classica vennero abbandonate nella realizzazione della Porta disordinata e trasgressiva rappresentazione dell'inferno. Nella riflessione dell'autore sulla condizione umana, le figure e i gruppi rappresentati, risultano soli ed isolati nel loro tormento.
La Porte de l'enfer, nella sua versione finale, comprende 186 figure. Molte delle sculture più famose di Rodin furono impostate come soggetti per quest'opera monumentale, come, ad esempio, Il pensatore, Le tre ombre, ed Il bacio che furono poi eseguite come opere a sé stanti. Altre opere derivate dagli studi per Le porte dell'inferno sono l'Ugolino, il Fugit Amor, l'Uomo che cade, e Il figliuol prodigo.
Il pensatore (titolata, in principio, Il Poeta, riferendosi a Dante Alighieri) sarebbe diventata una delle più famose sculture del mondo. In origine era una scultura in bronzo alta 27,5 mm eseguita tra il 1879 ed il 1889, doveva adornare la parte superiore della Porta, da cui sembra osservare l'inferno. Mentre l'interpretazione più lineare de Il pensatore è riferita al poeta Dante, sono considerate interpretazioni plausibili di questa figura anche che sia leggibile come Adamo, come Prometeo, oppure come un autoritratto di Rodin stesso. Altri critici tendono a superare l'interpretazione intellettuale de Il Pensatore, evidenziando la rozza fisicità e la forte tensione emotiva che la statua trasmette.

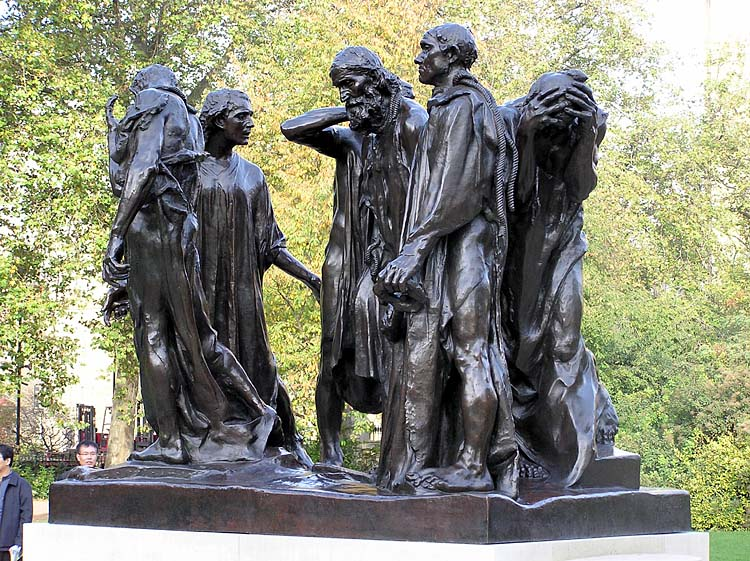
I borghesi di Calais (1884–1889 circa) nel parco Victoria Tower Gardens di Londra

### Les Bourgeois de Calais
La città di Calais già da decenni cercava di realizzare un monumento rappresentativo della storia della città quando Rodin venne a conoscenza del progetto e, interessato al tema medievale e patriottico, si propose alla commissione che valutava i progetti. Il sindaco di Calais, in visita allo studio di Rodin, rimase entusiasta e il progetto fu presto assegnato a Rodin. Il soggetto era l'episodio avvenuto durante l'assedio di Calais della guerra dei cent'anni, quando il re Edoardo III concesse di risparmiare la popolazione della città sconfitta se sei dei suoi cittadini si fossero presentati volontariamente scalzi e a capo scoperto per essere uccisi. Quando i sei si presentarono al re, la regina Filippa di Hainaut intercesse per loro salvandoli. I borghesi di Calais raffigurano i sei volontari mentre si recano al campo del re, portando le chiavi della città sconfitta.
Rodin iniziò l'opera nel 1884, ispirandosi alle cronache dell'assedio di Jean Froissart. Nonostante l'amministrazione committente volesse un'opera allegorica basata sulla figura di Eustache de Saint-Pierre, il più anziano dei sei uomini, Rodin impostò l'opera come uno studio sulle varie e complesse emozioni che avevano tormentato quegli uomini in una situazione tanto difficile. Dopo un anno di lavori, l'amministrazione espresse le sue riserve sull'opera, ma Rodin affermò che preferiva interrompere l'opera piuttosto che cambiarla, allora il comitato rinunciò alle sue richieste.

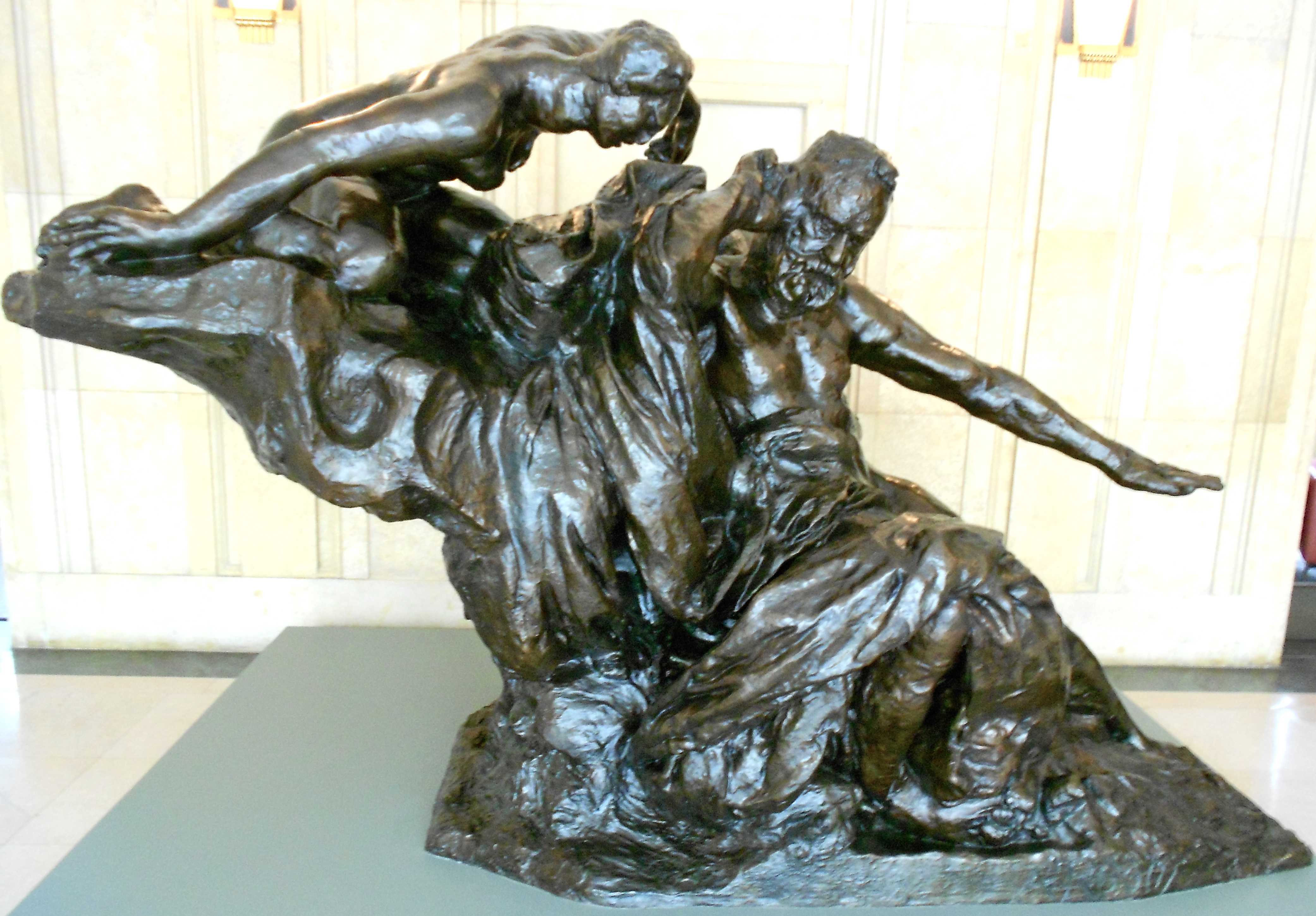
Il monumento a Victor Hugo presso il Philadelphia Museum of Art

I Borghesi di Calais fu mostrato per la prima volta nel 1889, incontrando vasti consensi. Si tratta di un gruppo di figure in bronzo, alte due metri, del peso complessivo di quasi due tonnellate (1.814 kg). I sei uomini non sono raffigurati come un fronte unico di eroi; piuttosto, ognuno è isolato dai suoi compagni, solo nel tormento e nell'anticipazione del proprio destino. Rodin chiese che l'alto piedistallo su cui era stata posta la scultura venisse eliminato, in modo che gli osservatori potessero "penetrare nel cuore del soggetto". Con l'opera al livello del suolo, la postura delle figure guida l'osservatore intorno alla scultura suggerendo il movimento collettivo delle figure in avanti. Il comitato fu scandalizzato dall'anticonformismo della richiesta di Rodin, ma Rodin fu inamovibile nel difendere la propria opinione. Nel 1895, il comitato cittadino di Calais riuscì a superare le proteste di Rodin e fece installare la statua su un'alta piattaforma attorniata da una ringhiera in ferro. Rodin avrebbe voluto che fosse posta presso il municipio, in modo che la gente potesse passargli vicino. Solo dopo alcuni danni subiti durante la prima guerra mondiale, a cui seguì il trasferimento in un magazzino, e solo dopo la morte di Rodin, la statua fu collocata nella posizione che Rodin aveva indicato. Risulta essere uno dei lavori più famosi e celebrati di Rodin.

### Commesse e controversie

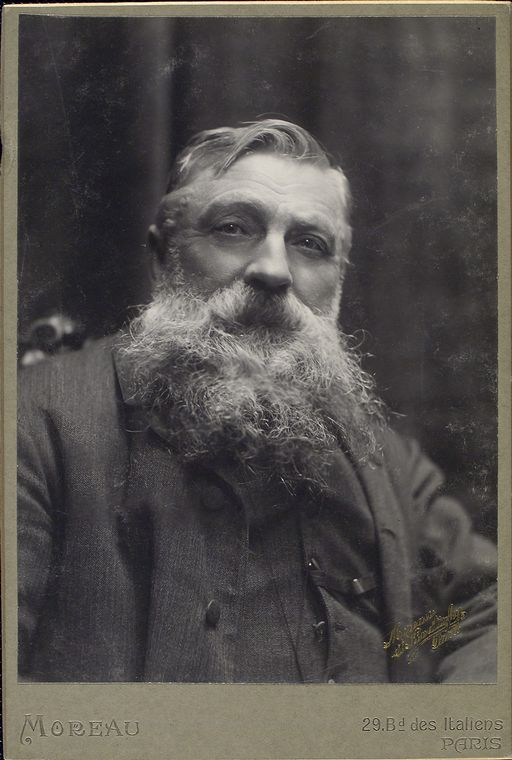
Auguste Rodin nel pieno della sua carriera artistica.

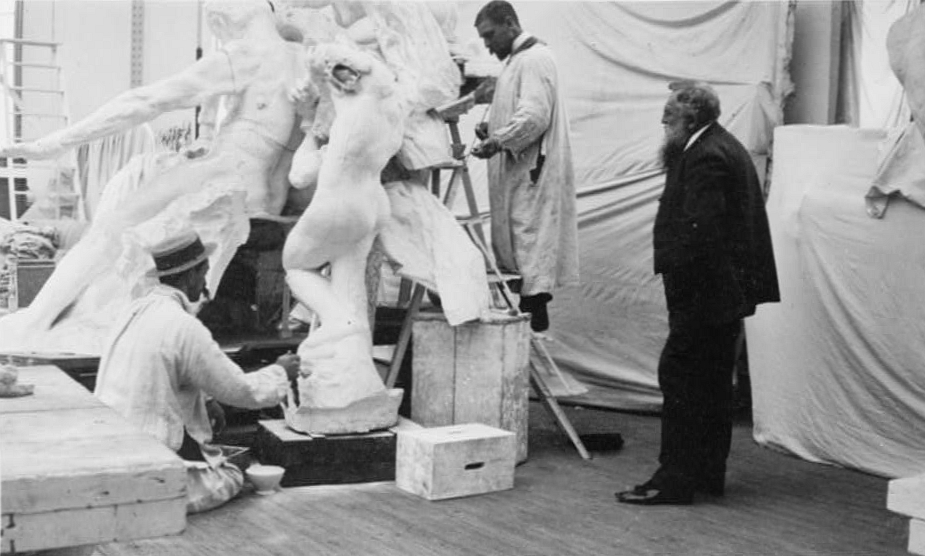
Rodin osserva il lavoro sul monumento a Victor Hugo presso lo studio del suo assistente, Henri Lebossé, nel 1896.

Ricevuta la commessa per il monumento a Victor Hugo nel 1889, quattro anni dopo la morte del grande scrittore francese, cercò di sviluppare nella sua opera il rapporto artista e musa. Come molte delle sue opere commissionate da un ente pubblico, il Monumento a Victor Hugo incontrò delle resistenze poiché non si uniformava al canone del tempo. Commentando quest'opera di Rodin il The Times nel 1909, scriveva "c'è un'evidente ragione nella critica che le concezioni [di Rodin] superano i suoi mezzi, e che, in tali casi, queste portano al limite le sue pur vaste abilità tecniche". Il modello del 1897 non ottenne la possibilità di essere fuso in bronzo che nel 1964.

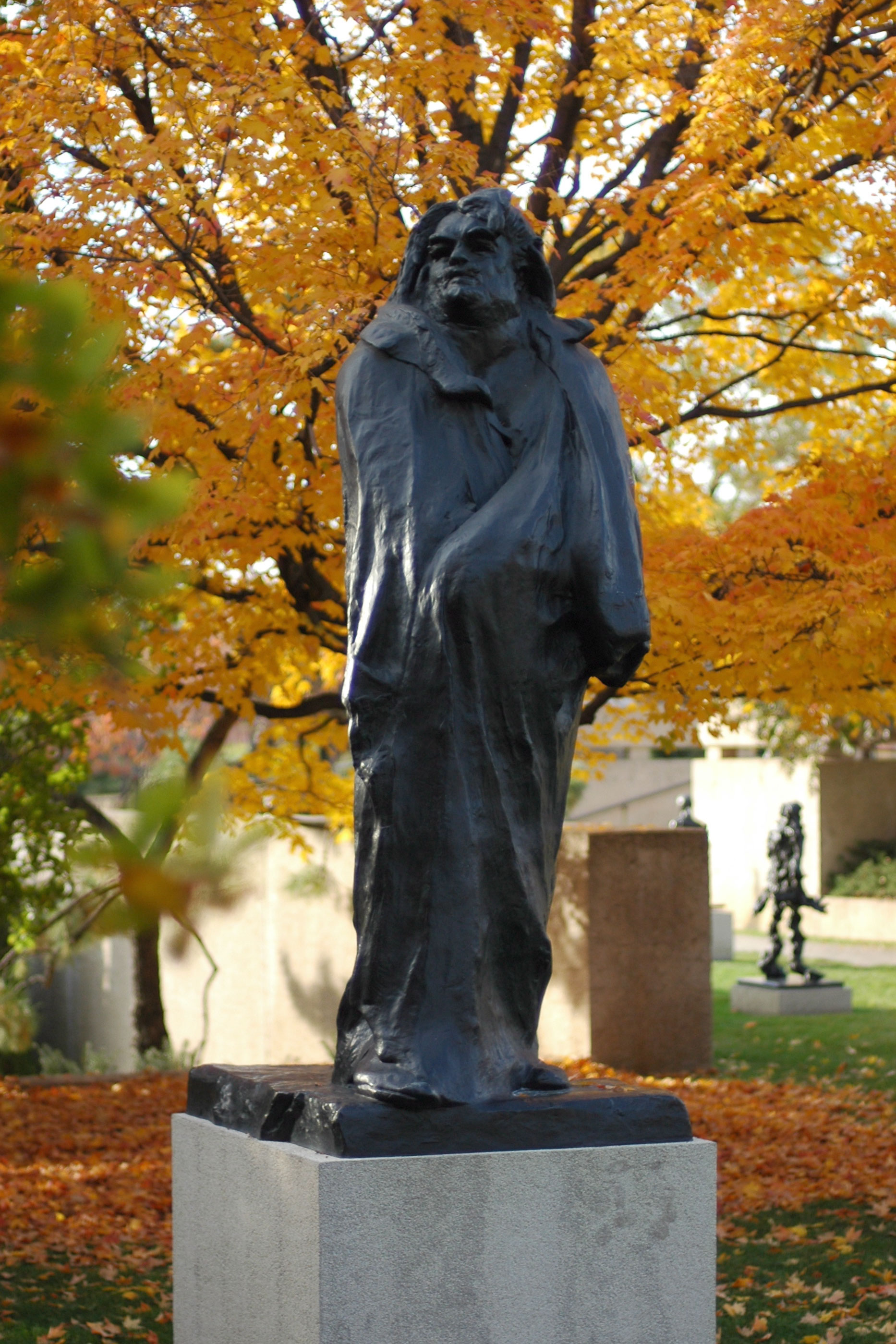
Monumento a Balzac (1891–1898)

La Société des gens de lettres, una associazione di letterati di Parigi, commissionò un monumento dedicato allo scrittore Honoré de Balzac subito dopo la sua morte avvenuta nel 1850. Rodin ricevette la commissione nel 1891 e iniziò un lungo studio per la composizione dell'opera. Alla ricerca di una rappresentazione della corpulenta fisicità del letterato francese, Rodin produsse molti studi: ritratti, figure intere nude, coperte da un cappotto o da una tunica di cui si era procurato una riproduzione di quelle indossate da Balzac. La versione definitiva ritraeva Balzac in forme profondamente incavate, avvolto nella tunica, con lo sguardo distante con l'intenzione di ritrarlo nell'atto della creazione letteraria, con un'espressione di coraggio, lotta e travaglio.
Quando il Balzac fu esposto nel 1898, le reazioni negative furono inevitabili. La Société rifiutò l'opera e la stampa ne diffuse delle parodie. Charles Rufus Morey, storico dell'arte statunitense (1877–1955), scriveva a proposito di quest'opera di Rodin: "Verrà un tempo, e certamente verrà, quando non sembrerà outre rappresentare un grande scrittore come una enorme maschera comica posta all'apice di un accappatoio, ma ancora ai nostri tempi (1918) questa statua colpisce come un linguaggio stravagante." La critica moderna (2001), tuttavia, ritiene il Balzac come uno dei capolavori di Rodin. La statua ebbe comunque degli ammiratori già ai tempi di Rodin, un manifesto in sua difesa fu firmato, fra i molti, da Claude Monet, Claude Debussy e da Georges Clemenceau.
Piuttosto che cercare di convincere gli scettici dei meriti dell'opera, Rodin restituì il compenso alla Société e installò la scultura nel suo giardino. Dopo questa esperienza, non accettò più commesse pubbliche. Solo nel 1939, 22 anni dopo la sua morte, il Monumento a Balzac fu fuso in bronzo ed esposto a Parigi.

### Altre opere

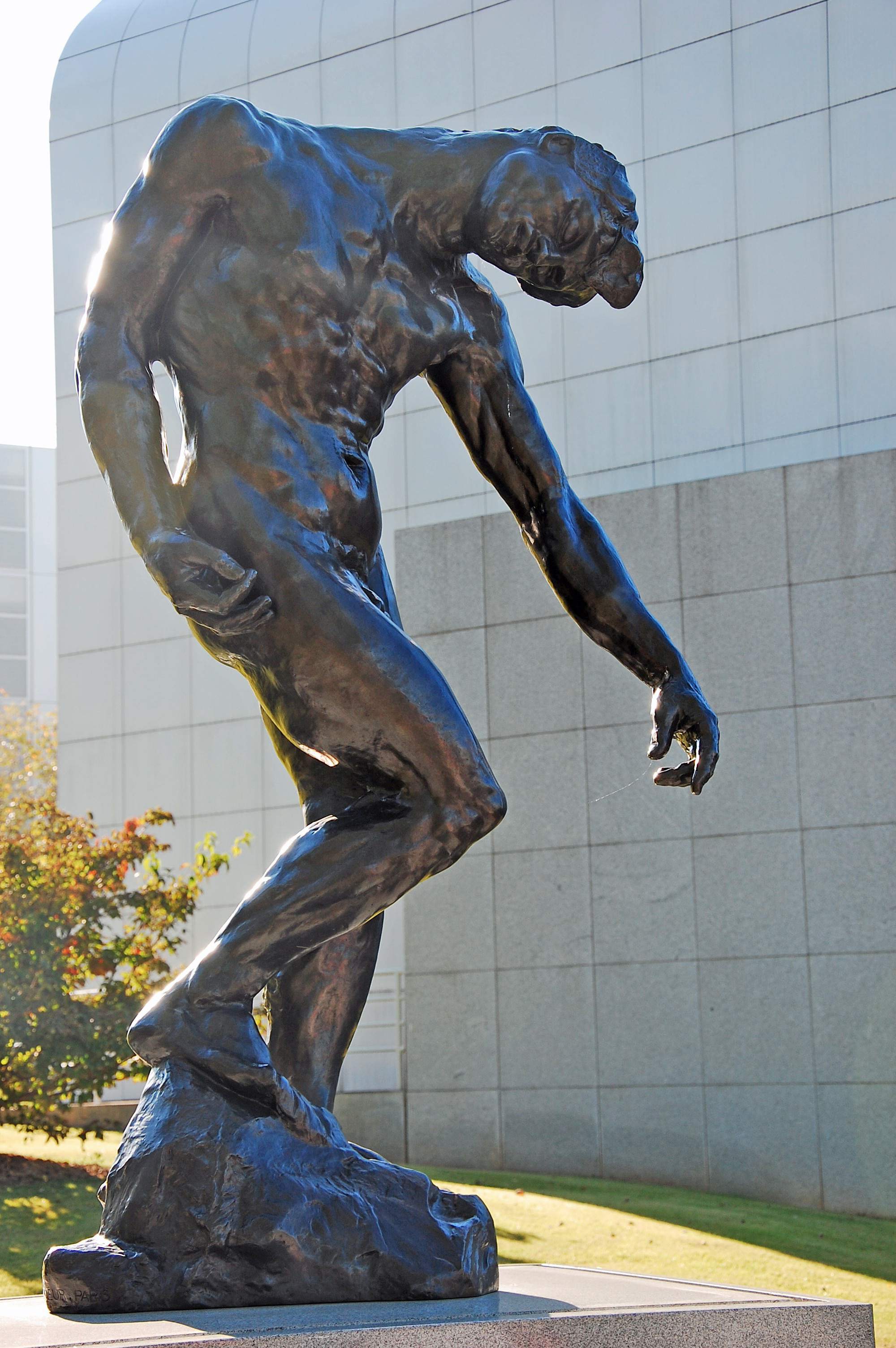
L'ombra, presso l'High Museum of Art di Atlanta, Georgia.

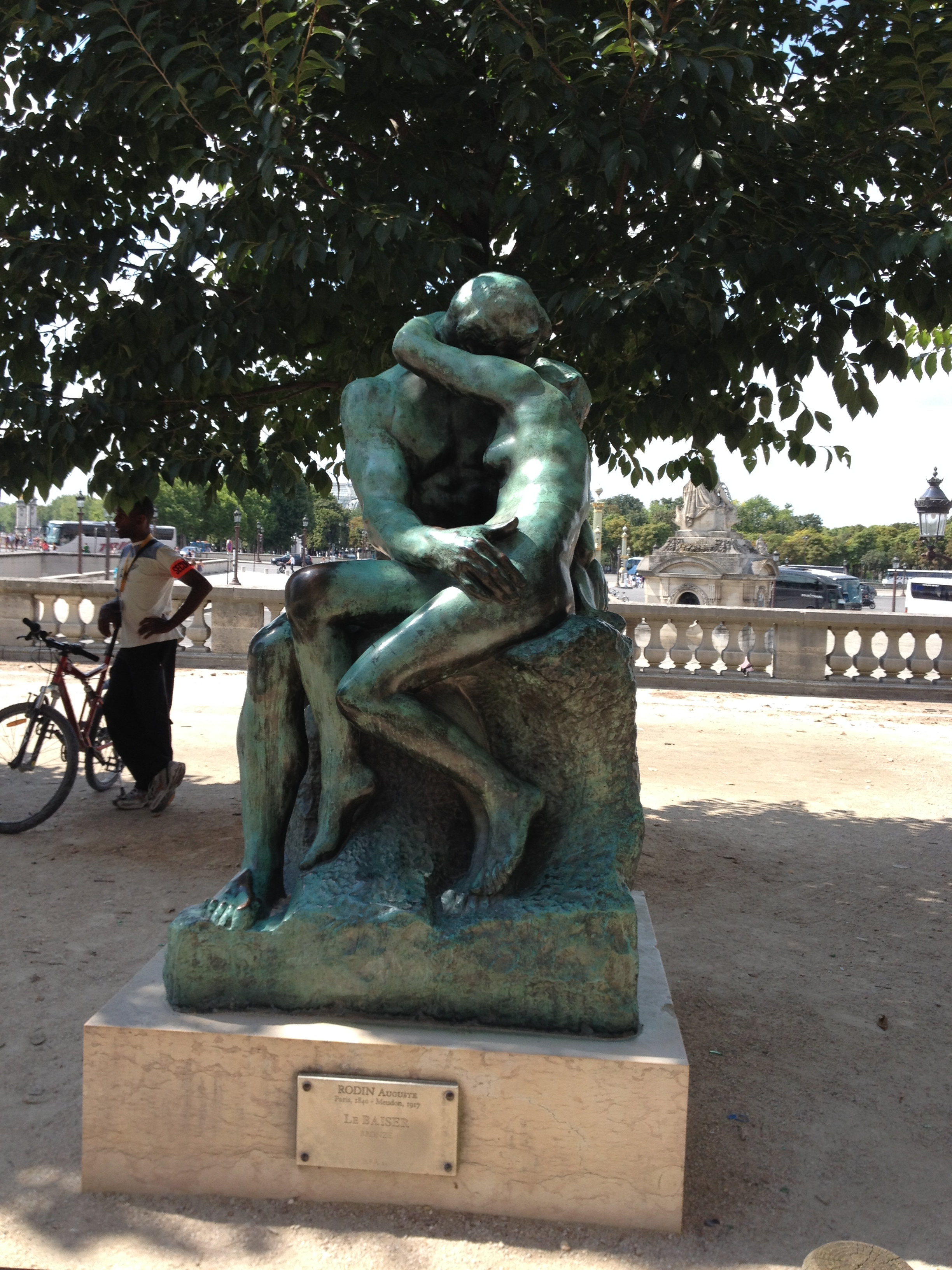
Il bacio, presso il Museo dell'Orangerie di Parigi.

La popolarità delle opere più famose di Rodin tende ad oscurare la formidabile produzione artistica dell'autore. Come prolifico artista ha creato, in più di cinquant'anni di carriera, migliaia di busti, figure intere e abbozzi. Dipingeva ad olio (specialmente nei suoi trent'anni) e con gli acquerelli. Il Musée Rodin di Parigi conserva 7.000 fra disegni e stampe, e tredici incisioni. Realizzò anche una litografia.
Il ritratto fu una parte importante dell'opera di Rodin e gli permise di acquisire indipendenza economica e favore sociale. La sua prima scultura fu un busto di suo padre del 1860, a cui seguirono 56 ritratti eseguiti tra il 1877 e la sua morte nel 1917. Tra i primi soggetti c'è il suo amico scultore Jules Dalou (1883) e la compagna Camille Claudel (1884). In seguito, al consolidarsi della sua fama, eseguì busti di personalità dell'epoca fra cui il politico inglese George Wyndham (1905), George Bernard Shaw (1906), Gustav Mahler (1909), il presidente argentino Domingo Faustino Sarmiento e Georges Clemenceau (1911). Tra gli altri busti di notevole esecuzione artistica si ricorda quello della contessa Helene von Nostitz (1907) i cui primi bozzetti furono realizzati durante i soggiorni dell'artista, ospite della contessa nella sua villa dell'Ardenza in Toscana (1902).

## Estetica

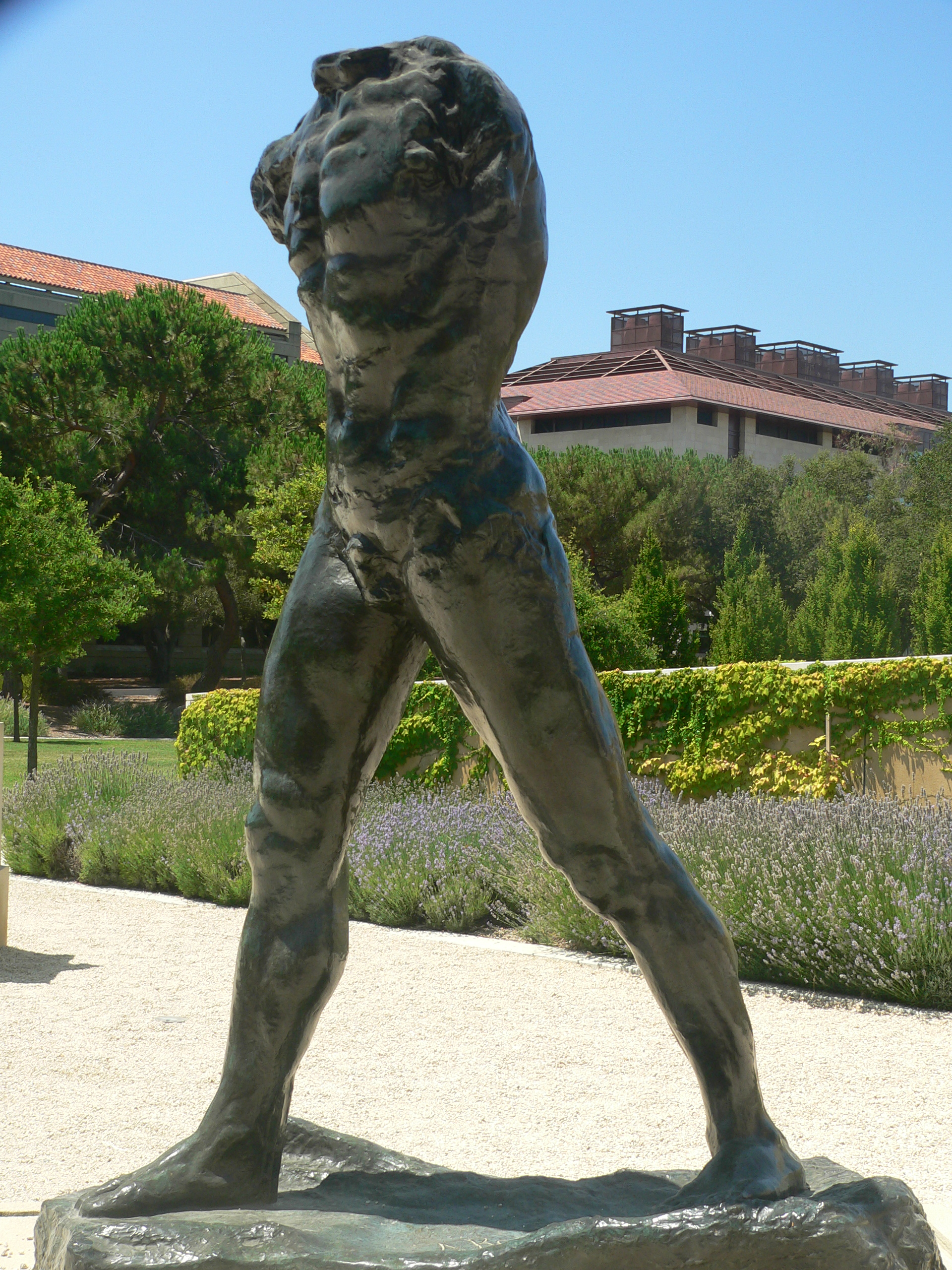
Un famoso "frammento": L'homme qui marche

Rodin era un naturalista, più attento al carattere ed all'emozione che all'espressività del monumento. Ereditando secoli di tradizione, si distaccò dall'idealismo greco, e dalla bellezza decorativa barocca e neo-barocca. La sua scultura enfatizzava l'individualità e la concretezza della carne, e interpretava le emozioni del soggetto attraverso i dettagli, le superfici lavorate e i giochi di ombre. Più di molti suoi contemporanei, Rodin credeva che l'individualità dei personaggi potesse essere rivelata dai caratteri fisici.
Il suo talento di modellatore gli consentiva di rendere ogni parte del corpo espressiva come l'insieme. La passione maschile espressa ne Il bacio è suggerita dalla presa dei piedi sulla roccia, la rigidità della schiena e la differenza tra la presa delle mani. Parlando della sua famosa opera Il pensatore descrive la sua estetica: "Quel che rende il mio Pensatore pensante è che non pensa solo con il suo cervello, con la sua fronte accigliata, le sue narici aperte e le labbra tese ma anche con ogni muscolo delle sue braccia, schiena e gambe, con i suoi pugni chiusi e i piedi contratti."
Il frammento come scultura autonoma fu la base della sua espressione artistica. I suoi frammenti - mancanti delle gambe della testa o solo dei torsi - portarono la scultura oltre la necessità della verosimiglianza, nel regno dell'autoreferenzialità. Esempi notevoli sono L'homme qui marche, La Méditation ou La Voix intérieure, e Iris, messagère des dieux.
Rodin vedeva la sofferenza ed il conflitto come stigma dell'arte moderna. "Niente, davvero, è più coinvolgente della pazza bestia, morente per il desiderio insoddisfatto ed implorante invano la grazia che plachi la sua passione." Charles Baudelaire richiamava questi temi, e fu uno dei poeti favoriti di Rodin. Appassionato di musica, specialmente per le opere di Christoph Willibald Gluck, e delle cattedrali gotiche francesi. Possedeva un quadro dell'allora misconosciuto Van Gogh, ed era un ammiratore dell'opera trascurata dai suoi contemporanei di El Greco.

### Metodo

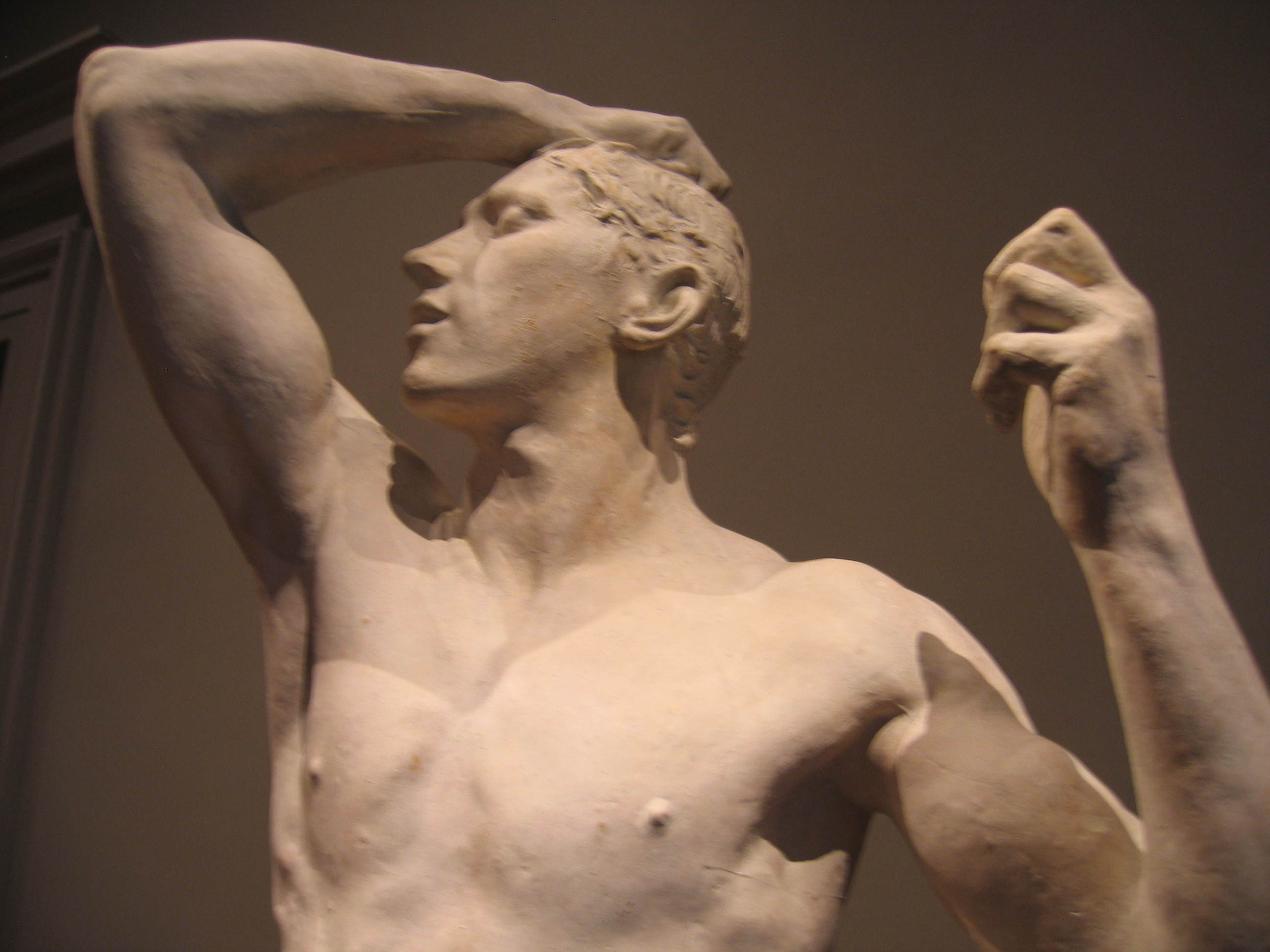
Un calco de L'età del bronzo

Rodin non seguiva la tradizione accademica nel ritrarre i modelli in posizioni statiche, preferiva che, ancorché nudi, si muovessero naturalmente all'interno del suo atelier. Creava dei rapidi bozzetti di creta che venivano rifiniti successivamente, stampati in gesso, ed infine fusi in bronzo o scolpiti nel marmo. Rodin si esprimeva principalmente modellando la creta. George Bernard Shaw fece da modello per un ritratto e riferì la sua esperienza dell'arte di Rodin: "Mentre lavorava, compiva una serie di miracoli. Dopo i primi quindici minuti, dopo aver dato ad un blocco di argilla la forma stilizzata di una figura umana, creava, con l'azione del suo pollice, un busto così vitale che avrei voluto portarlo via per togliere allo scultore la possibilità di lavorarci ancora." descrisse l'elaborazione della scultura raffigurante il suo busto nell'arco di un mese, attraversando "tutte le fasi dall'evoluzione dell'arte": prima, un "capolavoro bizantino", poi una "composizione di Bernini", poi l'elegante Houdon. "La mano di Rodin non lavorava come quella di uno scultore ma come fosse il lavoro dello slancio vitale, proprio la Mano di Dio."

## Gli ultimi anni

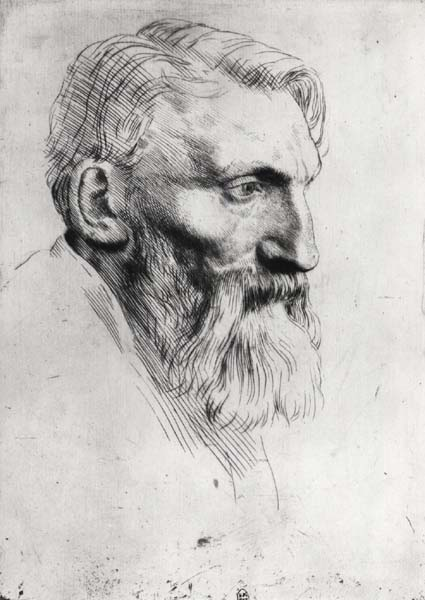
Un ritratto di Rodin eseguito dal suo amico Alphonse Legros

Alla soglia del 1900, la reputazione artistica di Rodin era pienamente affermata e ricevette la consacrazione da un'esposizione inserita nell'Exposition Universelle di Parigi del 1900, dove ricevette le richieste di ritratto da parte di importanti personalità internazionali, mentre i suoi assistenti producevano duplicati dei suoi lavori. Le sue entrate, per la sola ritrattistica, ammontarono a 200.000 franchi l'anno. La crescita della sua fama gli fece guadagnare anche molti importanti seguaci, tra cui il poeta tedesco Rainer Maria Rilke, e gli scrittori Octave Mirbeau, Joris-Karl Huysmans, ed Oscar Wilde. Rilke seguì Rodin tra il 1905 ed il 1906, lavorando per lui; per poi scrivere una agiografica biografia di Rodin. La sincera amicizia che nacque con la baronessa Sophie von Beneckendorff und von Hindenburg, cognata del noto Paul von Hindenburg e la sua figlia Helene von Nostitz, portarono Rodin a visitarle tra il 1901 e il 1902, più volte nella loro villa italiana all'Ardenza (Casini d'Ardenza), ove egli creò alcuni busti della giovane nobildonna. La modesta proprietà che Rodin condivideva con Rose Beuret nel sobborgo di Meudon, acquistata nel 1897, ospitò comunque visitatori del livello del re di Gran Bretagna, Edoardo VII, l'attrice Isadora Duncan, e la clavicembalista Wanda Landowska. Rodin si trasferì in centro a Parigi nel 1908, affittando il piano nobile dell'Hôtel Biron quando incominciò una relazione sentimentale con la Duchessa di Choiseul, di origini statunitensi.

### Rodin negli Stati Uniti
Mentre si affermava in Francia, con I Borghesi di Calais, il mercato nordamericano dell'arte non apprezzava la sua tecnica ed il realismo espressivo delle sue opere, ma la situazione cambiò in suo favore grazie all'incontro con la curatrice d'arte Sarah Tyson Hallowell (1846–1924), che si recava a Parigi per raccogliere espositori per un grande ciclo di esposizioni a Chicago, ''Interstate Expositions'', negli anni settanta e ottanta dell'ottocento. La Hallowell non si limitava nella sua attività di curatrice ma faceva da consulente per molti importanti collezionisti statunitensi, tra cui il magnate di Chicago, Potter Palmer e sua moglie, Bertha Palmer (1849–1918). Un'importante occasione per Rodin fu l'esposizione internazionale di Chicago del 1893. La Hallowell voleva promuovere l'arte di Rodin che gli suggerì di allestire una mostra monografica, ma la proposta era irrealizzabile e la Hallowell propose a Rodin di inviare una selezione di sue opere che sarebbero state esposte come parte di una collezione americana. Rodin inviò alla Hallowell tre opere, Cupido e Psiche, Sfinge ed Andromeda, che rappresentavano, tutte, dei corpi nudi, i quali provocarono un grande scandalo e alla fine, vennero nascoste dietro dei teli e vennero mostrate soltanto su speciale richiesta degli spettatori. Per fortuna, nel padiglione francese dell'esposizione, erano esposti il Busto di Dalou e I Borghesi di Calais, quindi, fra le opere nascoste e quelle in mostra, Rodin venne comunque notato. Le opere che aveva inviato alla Hallowell non ebbero compratori, finché non vennero viste dal controverso finanziere di origini quacchere Charles Yerkes (1837–1905), che acquistò due grandi opere in marmo per la sua dimora di Chicago; Yerkes fu, probabilmente, il primo statunitense a possedere sculture di Rodin. Altri collezionisti seguirono ben presto il suo esempio, tra cui Potter Palmers di Chicago e Isabella Stewart Gardner (1840–1924) di Boston, entrambi molto influenti in campo artistico e consigliati da Sarah Hallowell. Per dimostrare il suo apprezzamento per i suoi sforzi volti ad aprirgli il mercato dell'arte americano, Rodin regalò alla Hallowell un'opera in bronzo, una in marmo ed una in terra cotta. Quando la Hallowell si trasferì a Parigi nel 1893, continuarono a coltivare la loro amicizia fino agli ultimi giorni di Rodin. Dopo la morte della Hallowell, la nipote, la pittrice Harriet Hallowell, ereditò le opere di Rodin appartenute alla zia, ma, non potendo pagarne le tasse di esportazione, le dovette cedere allo stato francese.

### In Gran Bretagna
Dal 1900, Rodin iniziò a visitare regolarmente la Gran Bretagna dove trovò fedeli sostenitori a partire dall'inizio della prima guerra mondiale. La sua prima visita risale, però al 1881, dove grazie al suo amico artista Alphonse Legros, fu presentato al poeta William Ernest Henley, che divenne un entusiastico promotore delle opere di Rodin in Gran Bretagna (Rodin lo ringraziò con l'opera Il Busto di Henley che fu utilizzato per ornare il frontespizio dell'opera omnia di Henley, e, dopo la sua morte, venne collocato sul suo monumento a Londra). Grazie ad Henley, Rodin conobbe Robert Louis Stevenson e Robert Browning, che promossero la sua arte. Per ricambiare l'entusiasmo della società inglese, Rodin, nel 1914, donò una serie delle sue opere allo stato britannico.

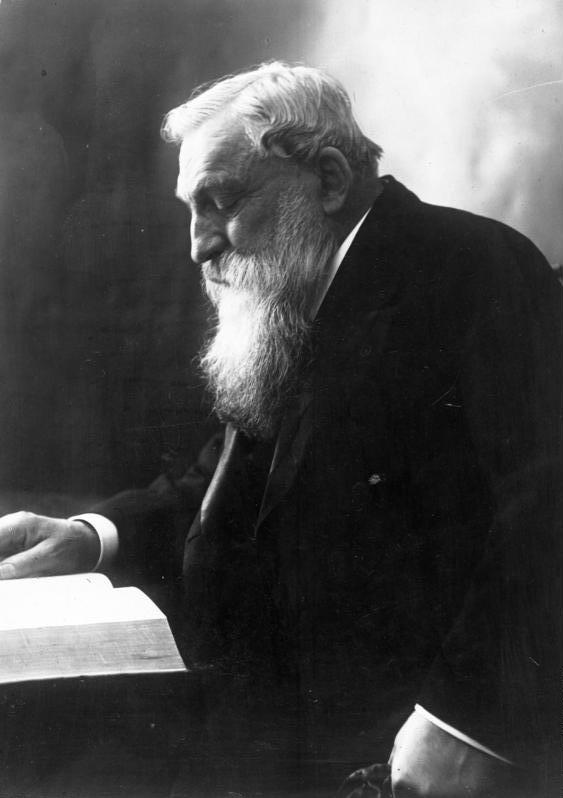
Rodin nel 1914

Dopo la scissione dalla Société des Artistes Français con la creazione della Société Nationale des Beaux-Arts nel 1890, Rodin ne divenne il vicepresidente. Nel 1903, Rodin fu eletto presidente della International Society of Painters, Sculptors, and Engravers di Londra, sostituendo il suo predecessore James Abbott McNeill Whistler, alla sua morte.

## Morte
Dopo una relazione durata 53 anni, Rodin sposò Rose Beuret il 29 gennaio 1917, la quale morì due settimane dopo, il 16 febbraio. Rodin si ammalò a sua volta di influenza il gennaio di quello stesso anno, non riuscì a riprendersi e il 16 novembre il suo dottore definiva le sue condizioni ''gravi'' per la diffusa congestione polmonare. L'artista morì il giorno seguente, a 77 anni, nella sua villa di Meudon, Île-de-France, non lontano da Parigi. Una fusione de Il Pensatore fu posta vicino alla sua tomba a Meudon; era volontà di Rodin che la statua fungesse da sua lapide ed epitaffio.

## Eredità

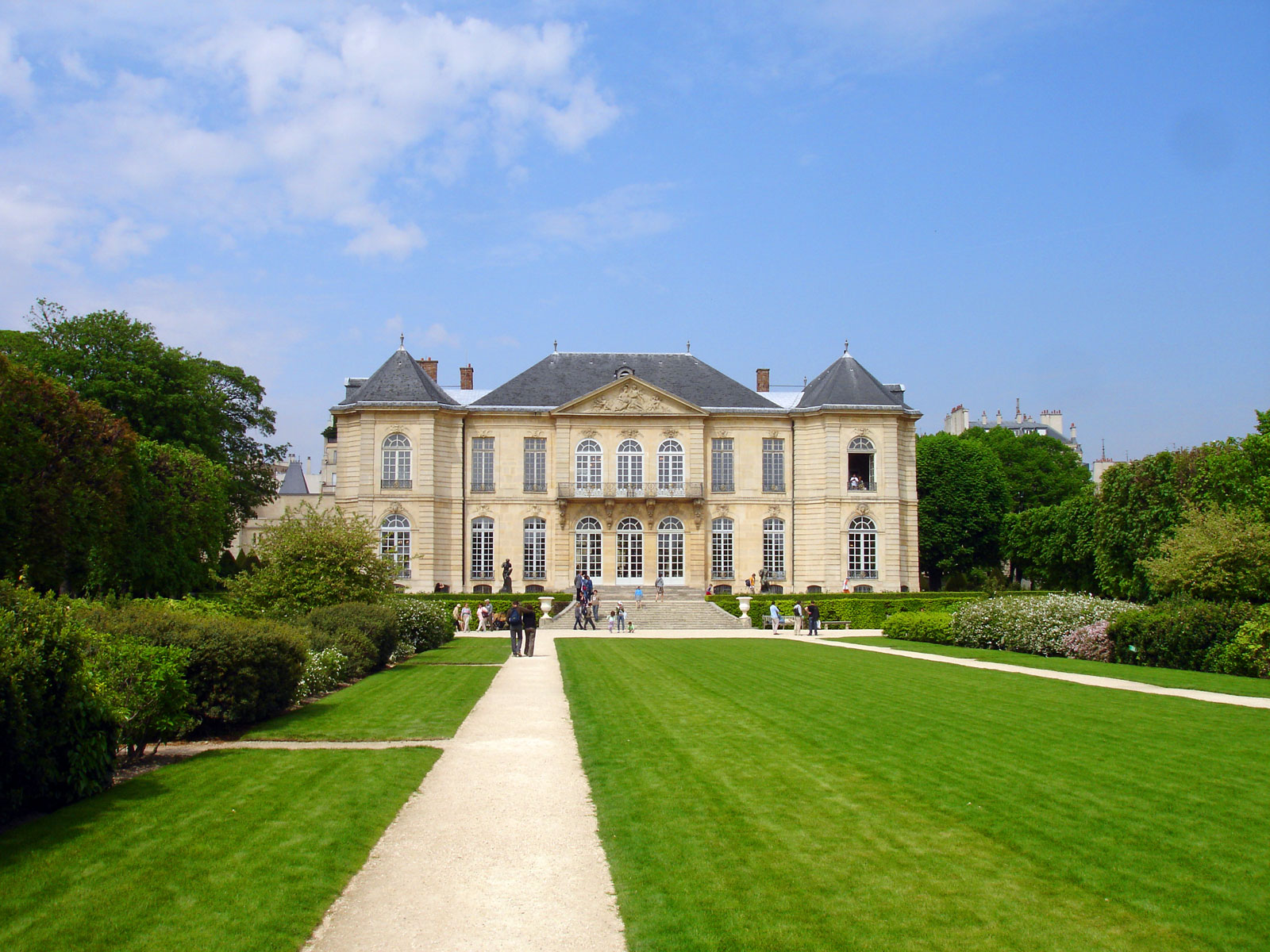
L'ingresso del Museo Rodin

Rodin lasciò il suo studio e i diritti di fusione delle sue opere allo stato francese. Considerando la fusione una parte artigianale del processo artistico, egli non limitò la riproduzione delle sue opere, che sono attualmente presenti in molte collezioni e luoghi pubblici.
Il Musée Rodin, fondato nel 1916 e aperto nel 1919 presso l'Hôtel Biron, in rue de Varenne, nel VII arrondissement di Parigi, dove Rodin era vissuto, contiene la più grande collezione delle sue opere, con più di 6 000 sculture e 7 000 opere grafiche.
La facilità di riproduzione incoraggiò la falsificazione delle sue opere, che sono nella classifica dei primi 10 artisti contraffatti. Rodin combatté contro la falsificazione delle sue opere dal 1901 fino alla sua morte. Negli anni sono state scoperte molte operazioni di falsificazione su larga scala. Per esempio, in Francia, negli anni Novanta del Novecento fu scoperta una grande operazione di falsificazione che portò alla condanna del mercante d'arte Guy Hain.
Per limitare la diffusione dei falsi, lo stato francese adottò una serie di leggi, fino al 1956, che limitavano la riproduzione in bronzo a sole dodici copie; questo spiega perché dei Borghesi di Calais esistono solo quattordici riproduzioni.

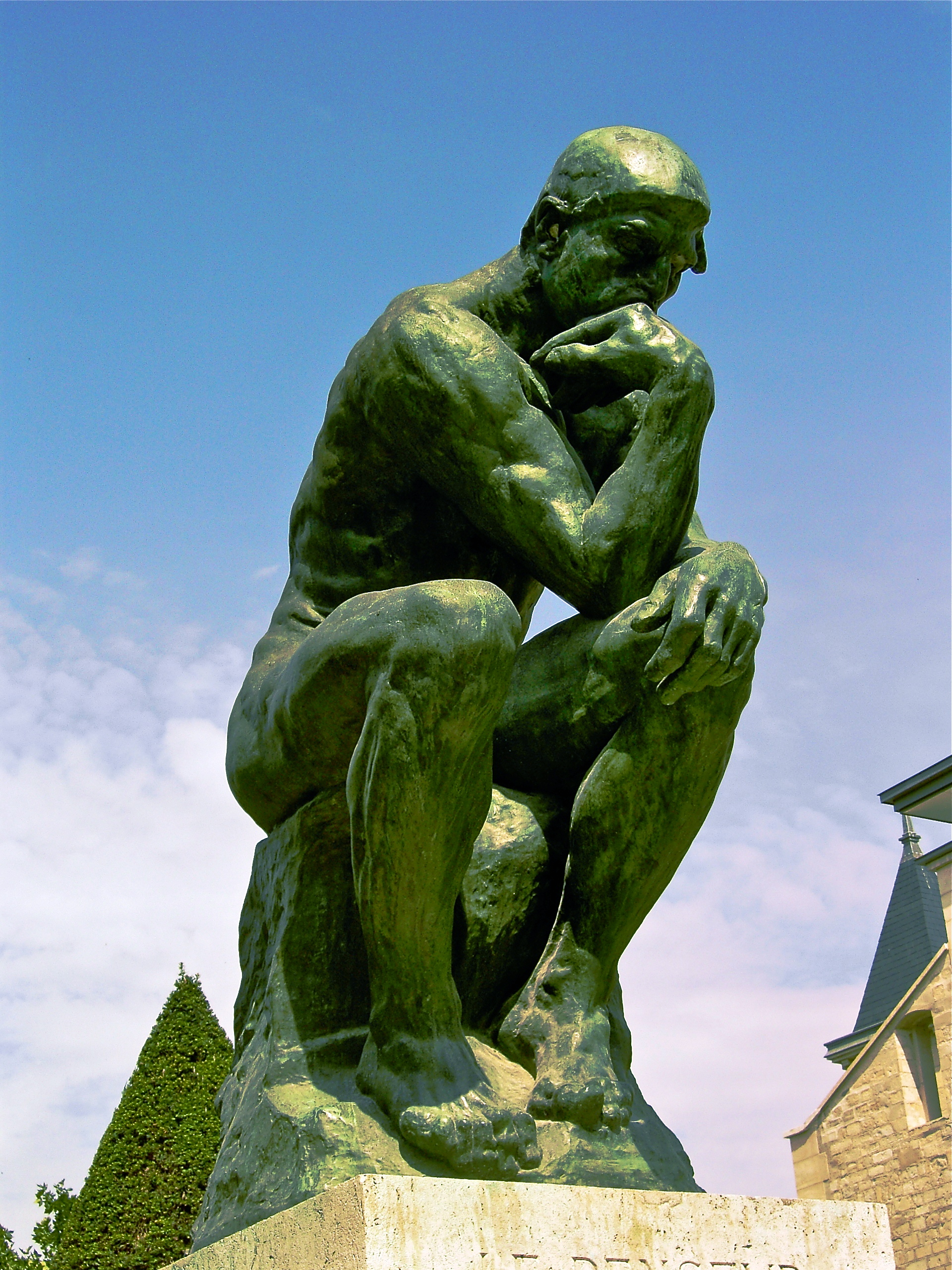
Il pensatore (1879–1889) una delle sue opere più note.

Nel mercato delle statue in bronzo, colpito dalla diffusione dei falsi, solo le copie di provenienza certa riescono a raggiungere prezzi di vendita elevati. Un'opera di Rodin, corredata di una provenienza storica garantita, è stata venduta per 4,8 milioni di dollari nel 1999, e il bronzo Eve, grand modele - Version sans rocher è stato venduto per 18,9 milioni di dollari all'asta del 2008 di Christie's a New York. I critici d'arte non considerano autentica una statua solo fusa dal modello originale poiché manca del fondamentale trattamento superficiale che veniva dato da Rodin.
La fama di Rodin fu grande quando era in vita, tanto da venir paragonato a Michelangelo Buonarroti, e fu considerato il più grande artista della sua epoca. Nel trentennio successivo alla sua morte, la sua fama si ridusse con il cambiamento dei canoni estetici. Dopo gli anni Cinquanta del Novecento fu ampiamente rivalutato; è considerato il più importante scultore dell'era moderna, ed è diffusamente studiato ad ogni livello. La chiusura con ogni convenzione della tradizione scultorea precedente, rappresentata da opere quali L'homme qui marche, ispirarono la scultura del novecento nella sua deriva astrattistica. Nonostante la sua fama, non ebbe un seguito di allievi notevole, tra di loro si può citare Émile-Antoine Bourdelle, Charles Despiau, la statunitense Malvina Hoffman, e la sua amante Camille Claudel. Fu decorato con la Legion d'onore ed una laurea honoris causa da parte dell'Università di Oxford.
Rodin ristabilì, contro l'accademia, la funzione primitiva della scultura - catturare la forza espressiva della figura umana - e la liberò dalla ripetizione di canoni stabiliti, ponendo le basi per le grandi sperimentazioni del Novecento. La sua popolarità è rappresentata dalle opere che esprimono l'emozione di uomini e donne comuni. Le sue opere più note, Il bacio ed Il pensatore, sono diffusamente utilizzate come simboli dell'emozione e della personalità umana.

## Elenco delle opere
- Maschera dell'uomo dal naso rotto (1863, Museo Rodin, Parigi)
- L'età del bronzo (1876, Museo Rodin, Parigi)
- San Giovanni Battista (1878, Tate Gallery, Londra)
- La Défense (1879, Museo Rodin, Parigi)
- Il pensatore (1880-1904, Museo Rodin, Parigi)
- La porta dell'inferno (1880-1917, Museo Rodin, Parigi)
- Adamo (1880, Museo Rodin, Parigi)
- Eva (1881, Museo Rodin, Parigi)
- I borghesi di Calais (1884-88, Calais)
- Torso di Adele (1882, Museo Rodin, Parigi)
- L'eterna primavera (1884, Museo Rodin, Parigi)
- La mano di Dio (1886-1902, Museo Rodin, Parigi)
- Fugit Amor (1887, Museo Rodin, Parigi)
- Il bacio (1888, Museo Rodin, Parigi)
- L'idolo eterno (1889, Museo Rodin, Parigi)
- La Danaide (1889, Museo Rodin, Parigi)
- Polifemo (1888 circa, Museo Soumaya, Città del Messico)
- Giovane ragazza che confida il suo segreto ad Iside (1889, Cleveland Museum of Art, Cleveland)
- La morte di Adone (1891, Museo Rodin, Parigi)
- Orfeo ed Euridice (1893, Metropolitan Museum of Art, New York)
- La cattedrale (1908, Museo Soumaya, Città del Messico)

## Auguste Rodin nei musei
- Collezione d'arte religiosa moderna dei Musei Vaticani, della Città del Vaticano
- Museo Soumaya, Città del Messico
- Metropolitan Museum of Art di New York
- Museo d'Orsay di Parigi
- Musée Rodin di Parigi
- Tate Gallery di Londra
- Galleria internazionale d'arte moderna di Venezia